# Vrijstaat Saksen-Meiningen
De vrijstaat Saksen-Meiningen was een staat in de Weimar Republiek. De staat ontstond na de Eerste Wereldoorlog uit het Hertogdom Saksen-Meiningen. De staat bestond van 10 november 1918 tot 1 mei 1920.
Hertog Bernhard III moest in de Novemberrevolutie van 1918, evenals alle andere Duitse vorsten, troonsafstand doen. Saksen-Meiningen werd een vrijstaat en ging in 1920 op in de Vrijstaat Thüringen.